# Trachinus radiatus
Trachinus araneus — вид риб родини Trachinidae, ряду Perciformes. Поширені у східній Атлантиці від Гібралтару до Гвінейської затоки, можливо далі на південь; відомі з Середземного моря. Морська субтропічна риба, сягає 50 см довжини.